# Pala (obec)
Obec Pala (estonsky Pala vald) je bývalá samosprávná obec náležející do estonského kraje Jõgevamaa. Jako místní samospráva byla založena roku 1893 sjednocením samospráv místních panství Pala, Alliku a Kadrina, církevního statku Kodavere a obce Jõe. Její rozloha se výrazně zvětšila roku 1939, kdy k ní byla připojena obec Ranna a část obce Kokora. V přibližně stejné rozloze byla obec za sovětské okupace nahrazena vesnickým sovětem Pala. Roku 1992 pak byla obnovena jako samospráva v rámci Estonské republiky. V roce 2017 byla v rámci reorganizace a slučování estonských obcí začleněna do samosprávné obce Mustvee.

## Poloha a rozloha

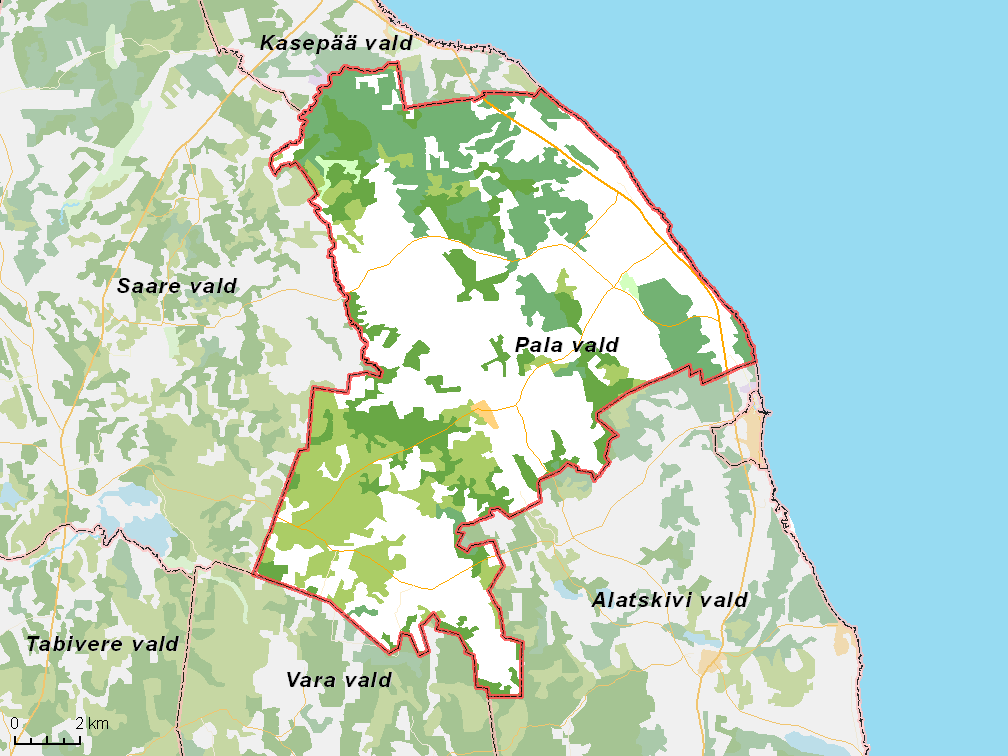
Mapa obce

Obec se nachází u Čudského jezera na východě kraje Jõgevamaa. Centrum obce je vzdáleno 190 km od hlavního města Tallinnu, 48 km od krajského města Jõgeva a 50 km od města Tartu. Rozloha obce je 156,7 km².
Území obce sousedila na severu s obcí Kasepää, na západě s obcí Saare, na jihu s obcemi Vara a Alatskivi a na východě s Čudským jezerem.
Geomorfologicky tvoří území obce přechod od pahorkatiny Vooremaa, která zasahuje do jeho západní části, k Čudské proláklině, která tvoří jeho východní část. Od severozápadu k jihovýchodu prochází středem území obce ledovcové praúdolí, které je pásy lesů odděleno od pobřeží Čudského jezera na severovýchodě a prolákliny kolem vesnice Nõva na jihozápadě.

## Osídlení
V obci žije celkem přes tisíc obyvatel ve třiadvaceti vesnicích: Assikvere, Äteniidi, Haavakivi, Kadrina, Kirtsi, Kodavere, Kokanurga, Lümati, Metsanurga, Moku, Nõva, Pala, Perametsa, Piibumäe, Piirivarbe, Punikvere, Raatvere, Ranna, Sassukvere, Sõõru, Sääritsa, Tagumaa a Vea. Administrativním centrem obce je vesnice Pala, podle níž je celá obec pojmenována.
V obci působí kulturní dům se sídlem v Pale (Pala kultuurimaja), pod jehož správu patří též lidový dům v Raně (Ranna rahvamaja). V Pale a v Lümati fungují veřejné knihovny. V Pale se nachází též základní škola s přidruženou mateřskou školou (Anna Haava nimeline Pala kool).

## Galerie

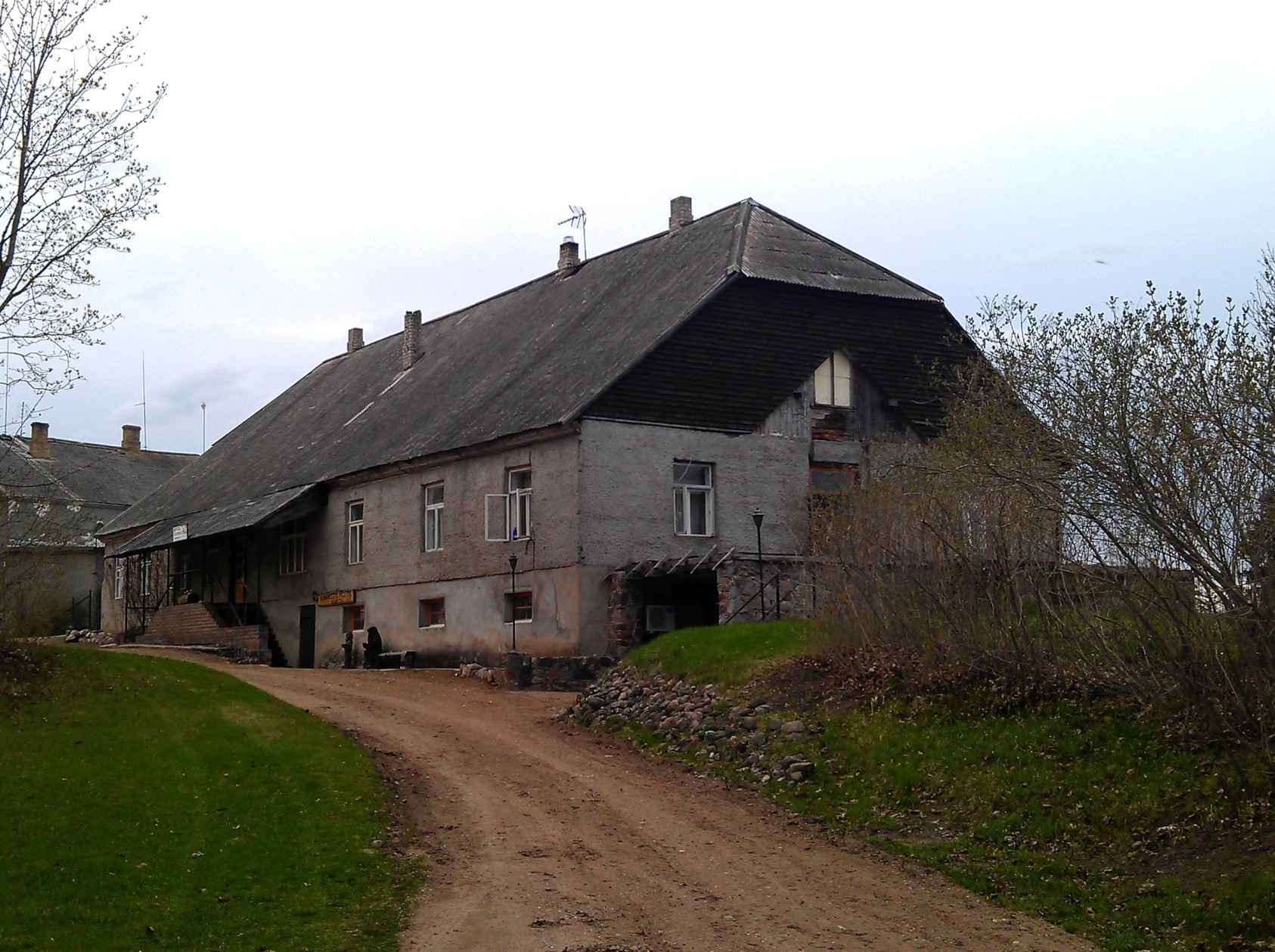
Někdejší panské sídlo v Kadrině
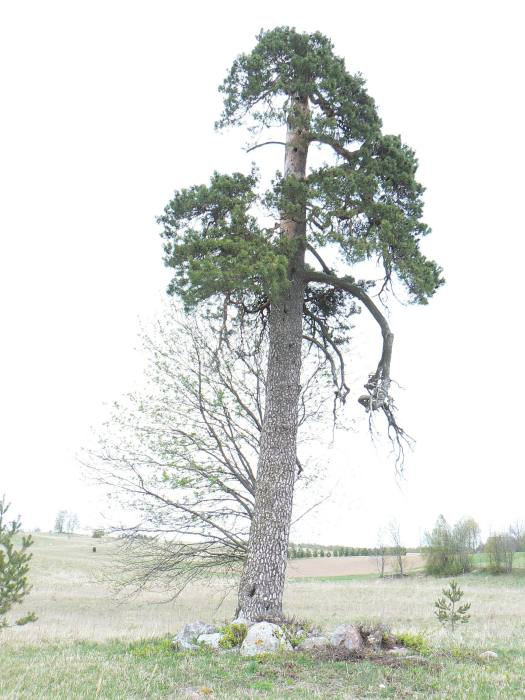
Památná borovice v Assikvere
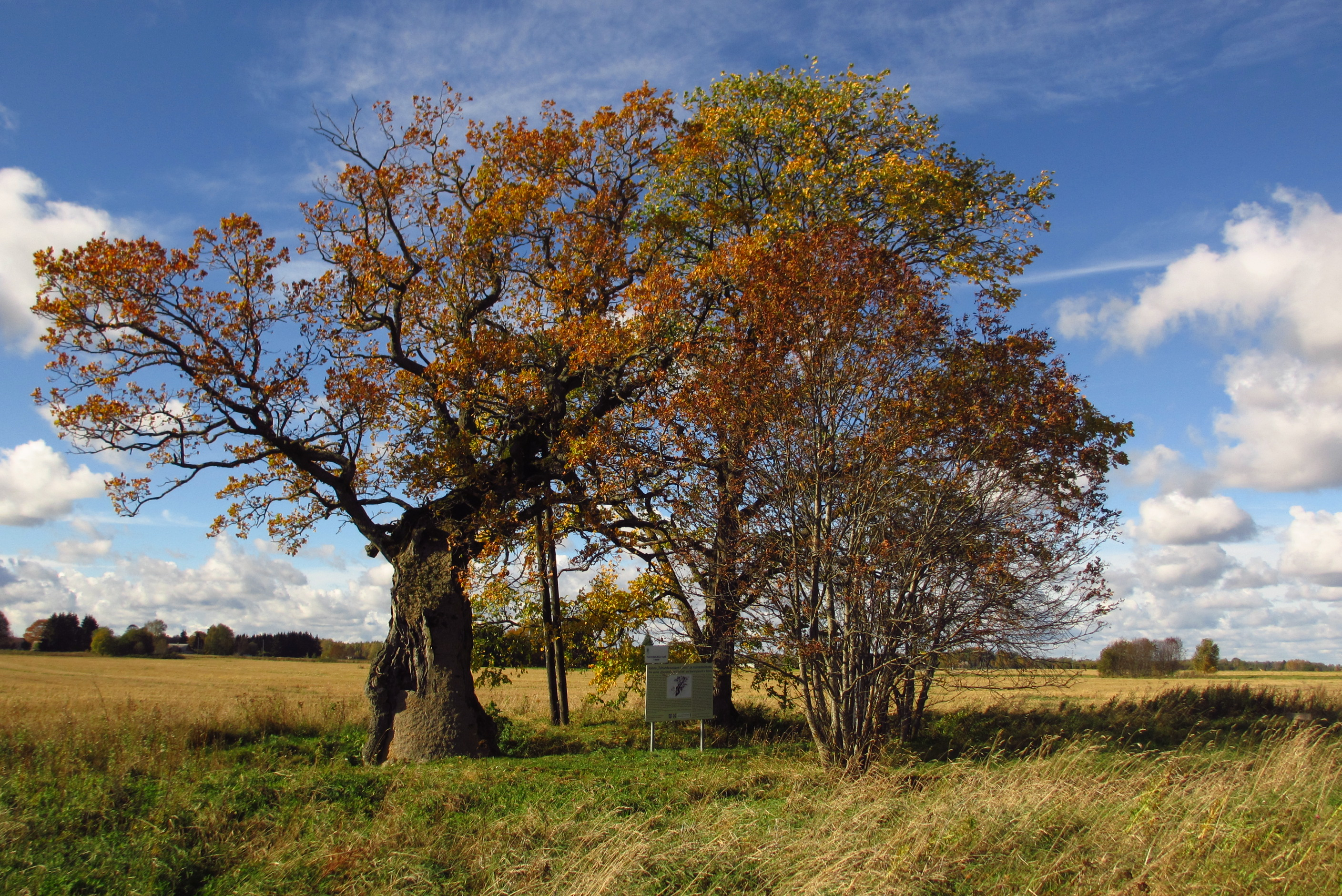
Památný dub v Ranně
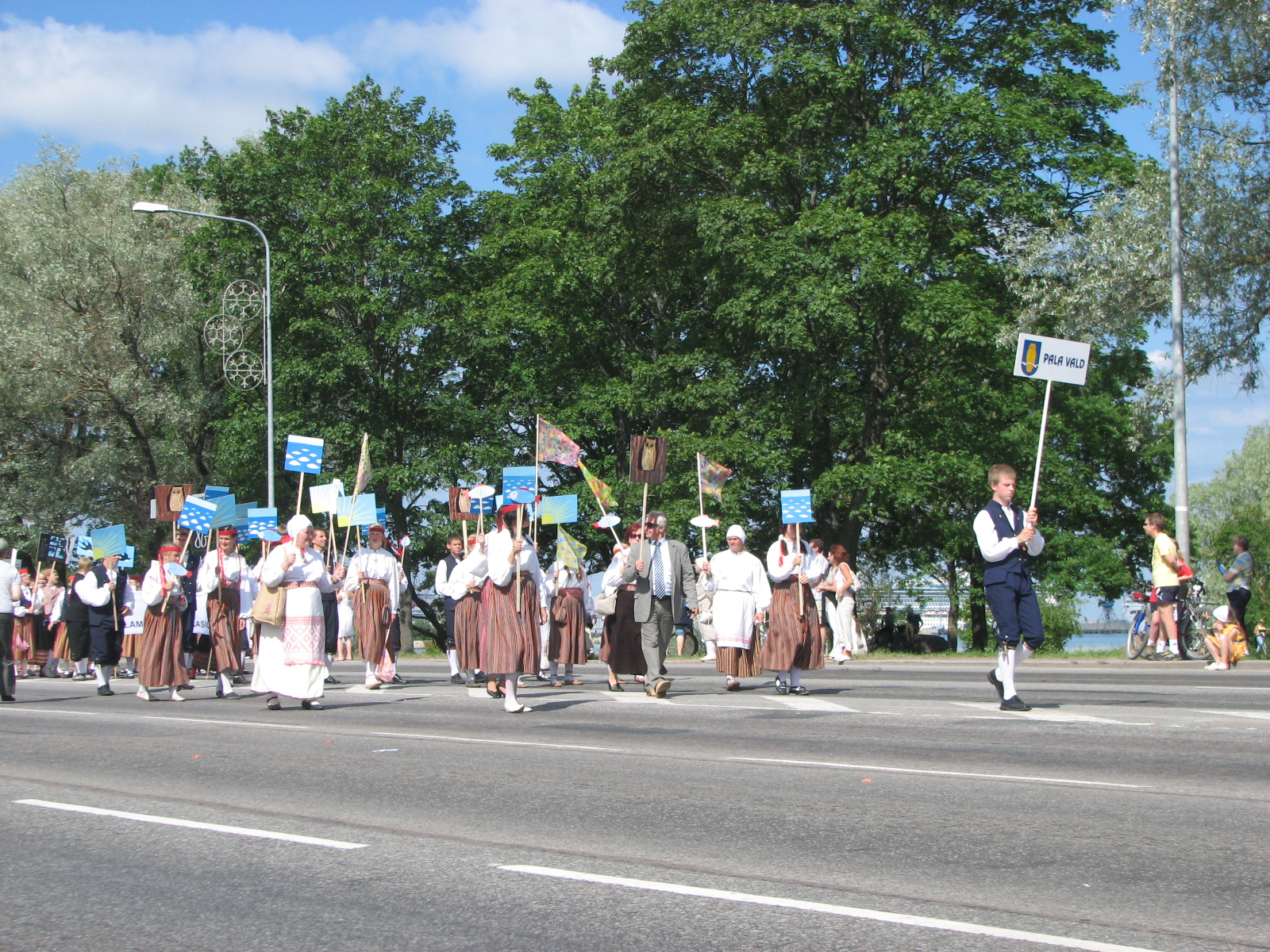
Tanečníci a pěvci z obce Pala v lidových krojích na festivalu v Tallinnu